# Álgebra de Clifford

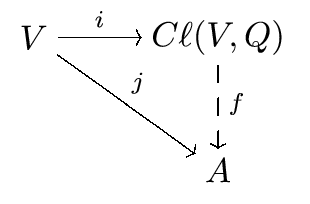
Diagrama que representa a propriedade universal existente na Álgebra de Clifford.

As álgebras de Clifford são álgebras associativas de importância na matemática, em particular na teoria da forma quadrática e do grupo ortogonal e na física. São nomeadas em homenagem a William Kingdon Clifford.

## Definição formal
Seja V um espaço vetorial sobre um corpo k e q : V → k uma forma quadrática em V. A álgebra de Clifford C(q) é uma álgebra associativa unital sobre k junto com a função linear i: V → C(q) definida pela seguinte propriedade universal: para cada álgebra associativa A sobre k com uma função linear j: V → A tal que para cada v em V se tenha j(v)² = q(v)1 (onde 1 denota a identidade multiplicativa de A), há um homomorfismo único da álgebra f: C(q) → A tal que o diagrama seguinte comuta:
{\displaystyle {\begin{matrix}V&\to &C(q)\\\downarrow &\swarrow &\\A&&\end{matrix}}}
ou seja, de tal forma que fi = j. 
A álgebra de Clifford existe e pode ser construída como segue: tome-se a álgebra tensorial T(V)  construída pelo ideal gerado por
{\displaystyle v\otimes v-q(v)1}.
Se segue desta construção que i é injetivo, e V pode ser considerado como subespaço linear de C(q). 
Seja
B(u, v) = q(u + v) - q(u) - q(v)
a forma bilinear associada a q. Que é uma consequência da definição que a identidade
uv + vu = B (u, v)
vale em C(q) para cada par (u, v) de vetores em V. Se o corpo é de característica distinta de 2 esta expressão pode ser utilizada como definição alternativa. 
A álgebra de Clifford C(q) é filtrada por subespaços
k ⊂ k + V ⊂ k + V + V² ⊂ ...
dos elementos que podem ser escritos como monômios de 0, 1, 2,.. vetores em V. A álgebra graduada associada é canonicamente isomorfa à álgebra exterior Λ V do espaço vetorial. Isto mostra em particular que
dim C(q) = 2dim V.
Uma maneira mais simples de considerar isto é elegendo uma base arbitrária e1, e2..... para V. Usando a relação de anticomutação podemos expressar sempre um elemento da álgebra de Clifford como combinação linear de monômios do tipo
{\displaystyle e_{i_{1}}e_{i_{2}}e_{i_{3}}\cdots e_{i_{n}},i_{1}<i_{2}<\cdots <i_{n}}
que resulta num isomorfismo explícito com a álgebra exterior. Observe-se que este é um isomorfismo de espaços vetoriais, não de álgebras. 
Se V tem dimensão finita par, o corpo é algebricamente fechado e a forma quadrática é não degenerada, a álgebra de Clifford é central simples. Assim pelo teorema de Artin-Wedderburn é (não canonicamente) isomorfa a uma álgebra de matrizes. Se segue que neste caso C(q) tem uma representação irreduzível de dimenssão 2dim(V)/2 que é única salvo um isomorfismo (não único). Esta é a famosa representação por espinor), e seus vetores se chamam espinores. 
Em caso de que o corpo k seja o corpo de números reais a álgebra de Clifford de uma forma quadrática de assinatura p, q é geralmente denotada C(p, q). Eles foram classificadas como álgebras reais de Clifford como segue.

## Aplicações em física
As álgebras de Clifford são importantes na física. Os físicos consideram geralmente as álgebras de Clifford expressas pelas matrizes γ1...,γn que tem a propriedade que
γi γj + γj γi = 2δi,j
onde δ é a matriz de uma forma quadrática do tipo p,q em relação a uma base ortonormal de e1,..., en.